# Grand Prix automobile d'Afrique du Sud 1969
Résultats du Grand Prix d'Afrique du Sud de Formule 1 1969 qui a eu lieu sur le circuit de Kyalami le 1er mars 1969.

## Classement
| Pos  | N° | Pilote               | Écurie        | Tours | Temps/Abandon     | Grille | Points |
| ---- | -- | -------------------- | ------------- | ----- | ----------------- | ------ | ------ |
| 1    | 7  | Jackie Stewart       | Matra-Ford    | 80    | 1 h 50 min 39 s 1 | 4      | 9      |
| 2    | 1  | Graham Hill          | Lotus-Ford    | 80    | + 18 s 8          | 7      | 6      |
| 3    | 5  | Denny Hulme          | McLaren-Ford  | 80    | + 31 s 8          | 3      | 4      |
| 4    | 4  | Joseph Siffert       | Lotus-Ford    | 80    | + 49 s 2          | 12     | 3      |
| 5    | 6  | Bruce McLaren        | McLaren-Ford  | 79    | + 1 tour          | 8      | 2      |
| 6    | 8  | Jean-Pierre Beltoise | Matra-Ford    | 78    | + 2 tours         | 11     | 1      |
| 7    | 11 | Jackie Oliver        | BRM           | 77    | + 3 tours         | 14     |        |
| 8    | 17 | Sam Tingle           | Brabham-Repco | 73    | + 7 tours         | 17     |        |
| Nc.  | 19 | Peter de Klerk       | Brabham-Repco | 67    | Non classé        | 16     |        |
| Abd. | 2  | Jochen Rindt         | Lotus-Ford    | 44    | Pompe à essence   | 2      |        |
| Abd. | 10 | John Surtees         | BRM           | 40    | Moteur            | 18     |        |
| Abd. | 12 | Pedro Rodríguez      | BRM           | 38    | Fuite d'eau       | 15     |        |
| Abd. | 9  | Chris Amon           | Ferrari       | 34    | Moteur            | 5      |        |
| Abd. | 14 | Jack Brabham         | Brabham-Ford  | 32    | Tenue de route    | 1      |        |
| Abd. | 3  | Mario Andretti       | Lotus-Ford    | 31    | Boîte de vitesses | 6      |        |
| Abd. | 16 | John Love            | Lotus-Ford    | 31    | Allumage          | 10     |        |
| Abd. | 15 | Jacky Ickx           | Brabham-Ford  | 20    | Allumage          | 13     |        |
| Abd. | 18 | Basil van Rooyen     | McLaren-Ford  | 12    | Freins            | 9      |        |

Légende :
- Abd.=Abandon

## Pole position et record du tour
- Pole position : Jack Brabham en 1 min 20 s 0 (vitesse moyenne : 184,680 km/h).
- Meilleur tour en course : Jackie Stewart en 1 min 21 s 6 au 50e tour (vitesse moyenne : 181,059 km/h).

## Tours en tête
- Jackie Stewart 80 (1-80)

## À noter
- 6e victoire pour Jackie Stewart.
- 4e victoire pour Matra en tant que constructeur.
- 16e victoire pour Ford Cosworth en tant que motoriste.